# Ovelgönne
Ovelgönne település Németországban, azon belül Alsó-Szászország tartományban. Lakosainak száma 5420 fő (2023. december 31.).

## Népesség
A település népességének változása:
| Lakosok száma | 5394 | 5361 | 5259 | 5262 | 5405 | 5420 |
|               | 2016 | 2017 | 2019 | 2021 | 2022 | 2023 |